# STDU Explorer
STDU Explorer est un gestionnaire de fichiers conçu pour prévisualiser et gérer des fichiers PDF, DjVu, Comic Book Archive (CBR ou CBZ), XPS et des images aux formats BMP, GIF, JPEG, PNG, PSD et WMF,. Il fonctionne sous Microsoft Windows, il est gratuit pour un usage non-commercial.

## Fonctionnalités
STDU Explorer effectue des opérations standard telles que couper, copier, coller, déplacer, supprimer, renommer des fichiers,,,, de plus il permet d'intégrer un menu contextuel et d'afficher les dossiers sous forme d'un arbre. Le programme dispose d'un panneau de prévisualisation pour naviguer entre les fichiers multipages, il peut générer les vignettes,,